# Convent de Sant Francesc (Terrassa)
El convent de Sant Francesc d'Assís és un antic edifici religiós de Terrassa bastit a començament del segle xvii (1609-1612), en estil barroc però amb traces gòtiques i renaixentistes, de l'orde dels frares menors recol·lectes. És a la plaça del Doctor Robert, a l'extrem del passeig del Comte d'Ègara i vora el parc de Vallparadís. Destaca especialment pel seu claustre decorat amb plafons de ceràmica que tracten aspectes de la vida de sant Francesc i que actualment és una de les seccions del Museu de Terrassa.

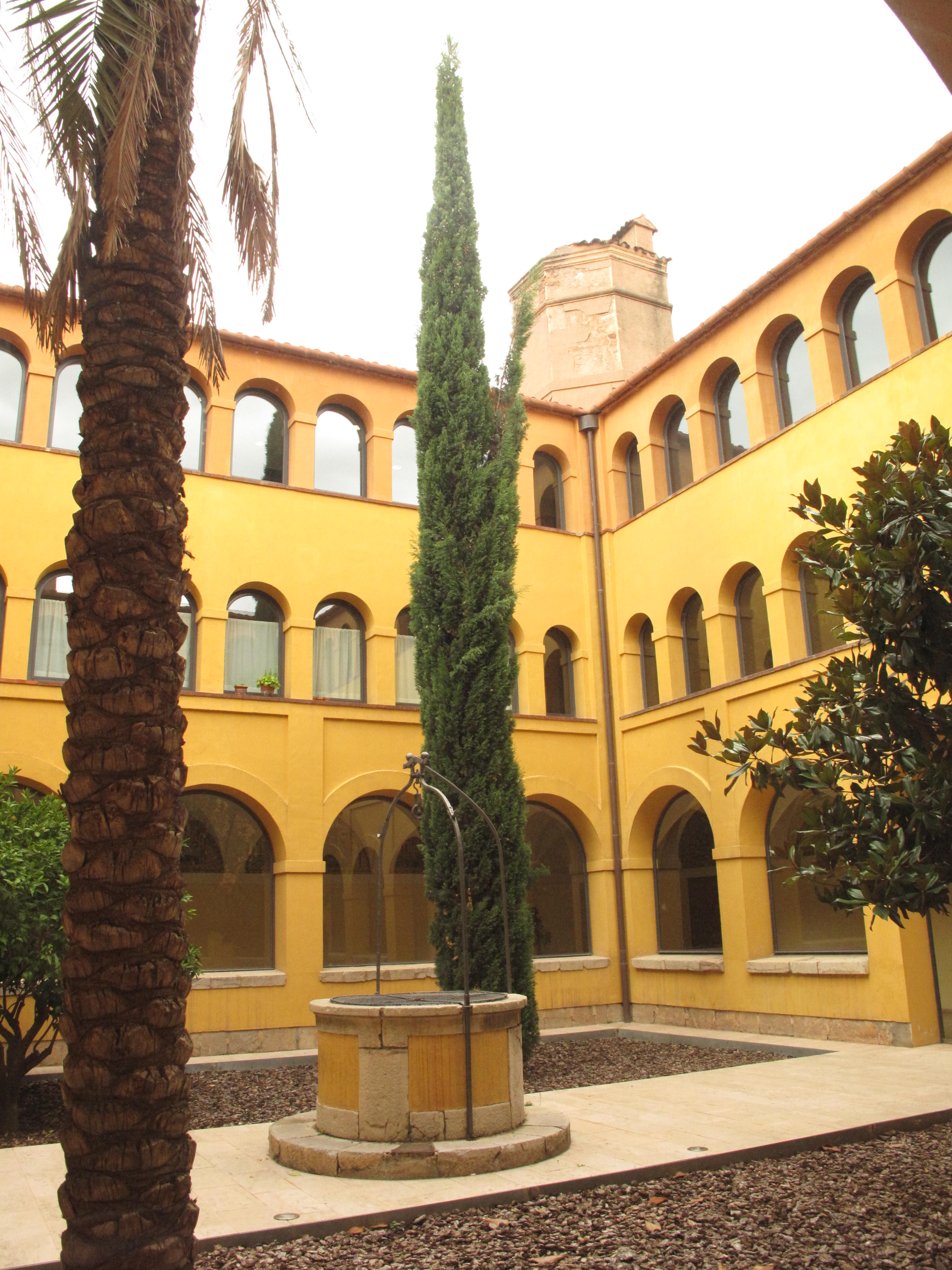
Claustre

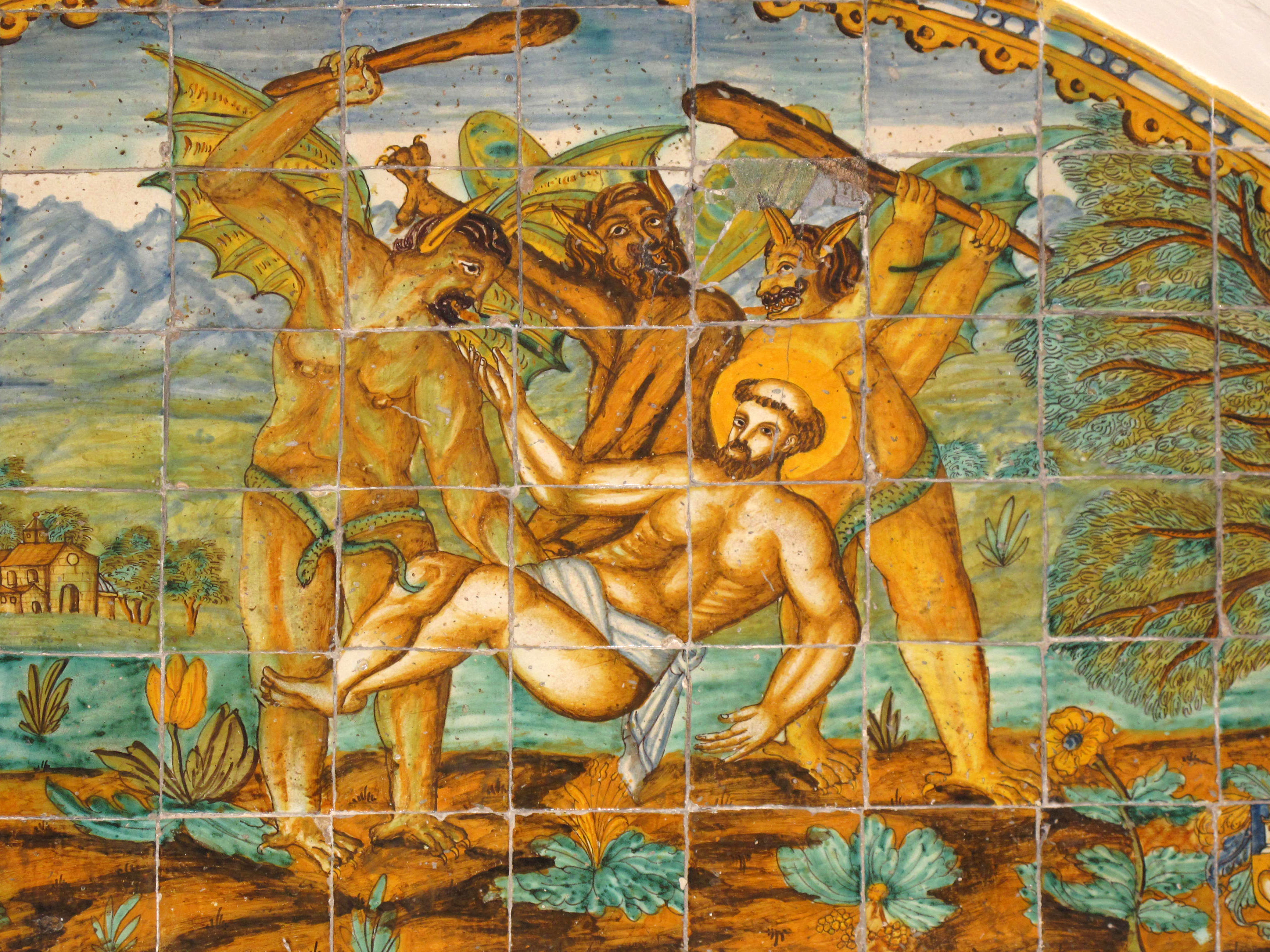
Detall d'un dels plafons ceràmics del claustre, amb escenes de la vida del sant

De l'antic convent, avui dia només se'n conserva l'església, el claustre i alguns espais adjacents. L'església consta d'una sola nau amb capelles i absis poligonal, cobert amb volta de creueria; la façana és de composició senzilla, amb una portada renaixentista i una testera mixtilínia. El claustre, de planta quadrada i tres pisos, actualment integrat dins l'hospital de Sant Llàtzer, n'és l'espai més emblemàtic i té les parets de la planta baixa cobertes amb 26 plafons ceràmics policroms situats sota les voltes d'aresta, atribuïts al mestre escudeller barceloní Llorenç Passoles i que daten dels anys 1671-1673. Aquesta decoració fou promoguda per Pere de Fizes, castlà del castell de Terrassa, segons es dedueix de l'aparició del seu escut d'armes.
El convent va passar a mans de l'Ajuntament l'any 1835, arran de l'exclaustració i la marxa de la comunitat franciscana. De 1864 a 1868 va allotjar l'Escola Pia de Terrassa. Després d'algunes reformes i ampliacions, entre les quals l'aixecament d'un nou pis al claustre, l'enderrocament de l'antiga sagristia i la construcció de la presó de l'Estat, el 1869 s'hi va instal·lar l'hospital i casa de la caritat de Sant Llàtzer. Més endavant hi hagué noves reformes constructives i d'ús fins al darrer quart del segle xx: el 1907 l'hospital de Sant Llàtzer fou objecte d'una ampliació que va dur a terme l'arquitecte municipal Lluís Muncunill en una època de transició cap al modernisme, per tal de construir l'edifici del Seguro Tarrasense, que més endavant va passar a acollir la clínica del Remei. A partir del 1989, després d'un període de desocupació, s'inicia la rehabilitació de les dependències conservades del convent i avui se'n pot visitar el claustre amb els plafons ceràmics recuperats.